# Лощинка (Калининградская область)
Лощинка (до 1938 — Ужбаллен (нем. Uszballen), до 1946 — Биркенрид (нем.  Birkenried)) — посёлок в Гусевском городском округе Калининградской области. Входит в состав Кубановского сельского поселения.

## Население
| 1910 | 1933 | 1939 | 2002 | 2010 |
| ---- | ---- | ---- | ---- | ---- |
| 191  | ↗250 | ↘232 | ↘19  | ↘16  |

## История
До 1938 года поселок Лощинка назывался Ушбаллен, а период между 1938 и 1946 гг. - Биркенрид.